# Cyrtopodium latifolium
Cyrtopodium latifolium är en orkidéart som beskrevs av Bianch. och João Aguiar Nogueira Batista. Cyrtopodium latifolium ingår i släktet Cyrtopodium, och familjen orkidéer. Inga underarter finns listade i Catalogue of Life.